# Всеросійські промислові виставки

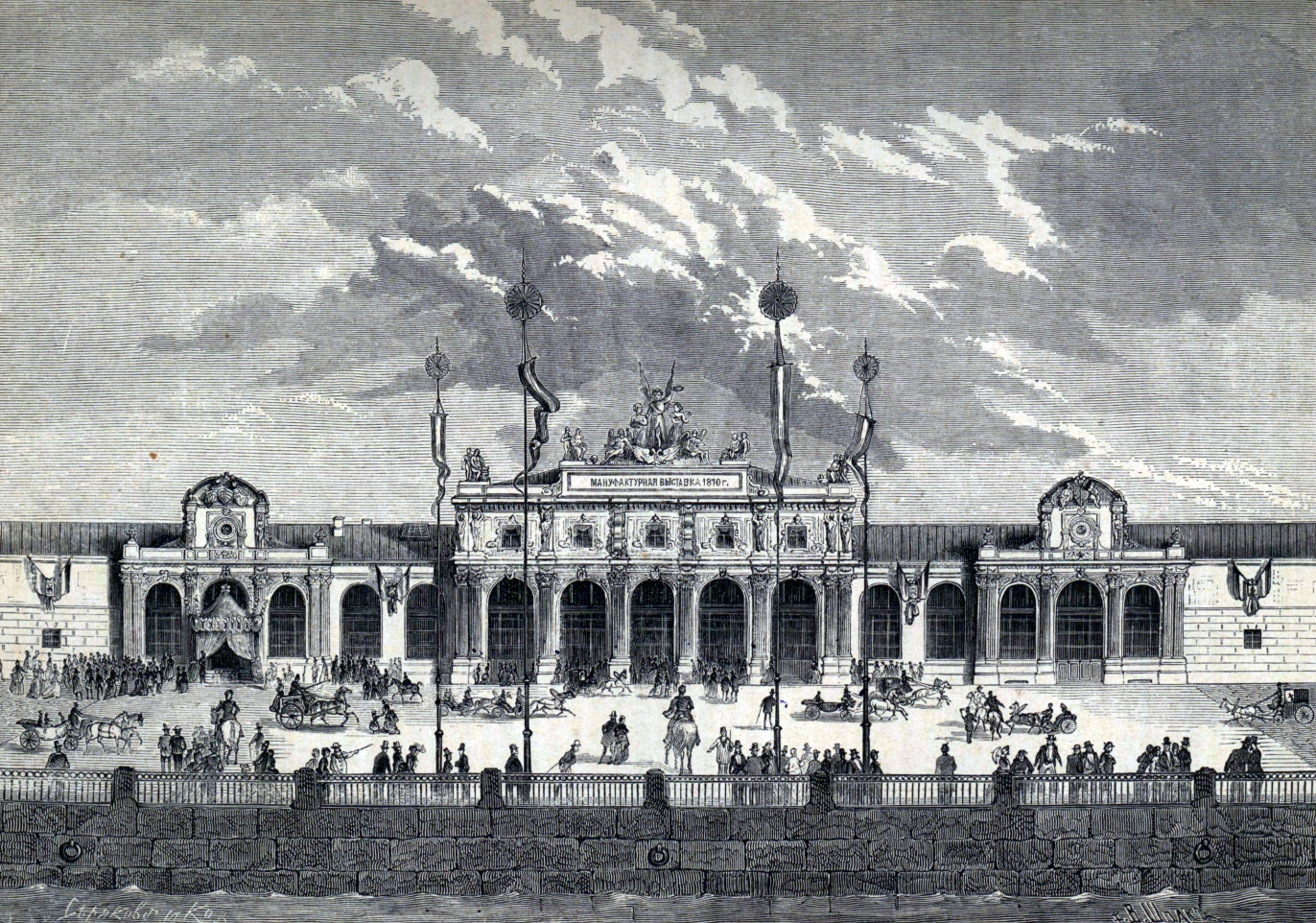
Фасад і головний під'їзд Всеросійської мануфактурної виставки. Санкт-Петербург, 1870 рік.

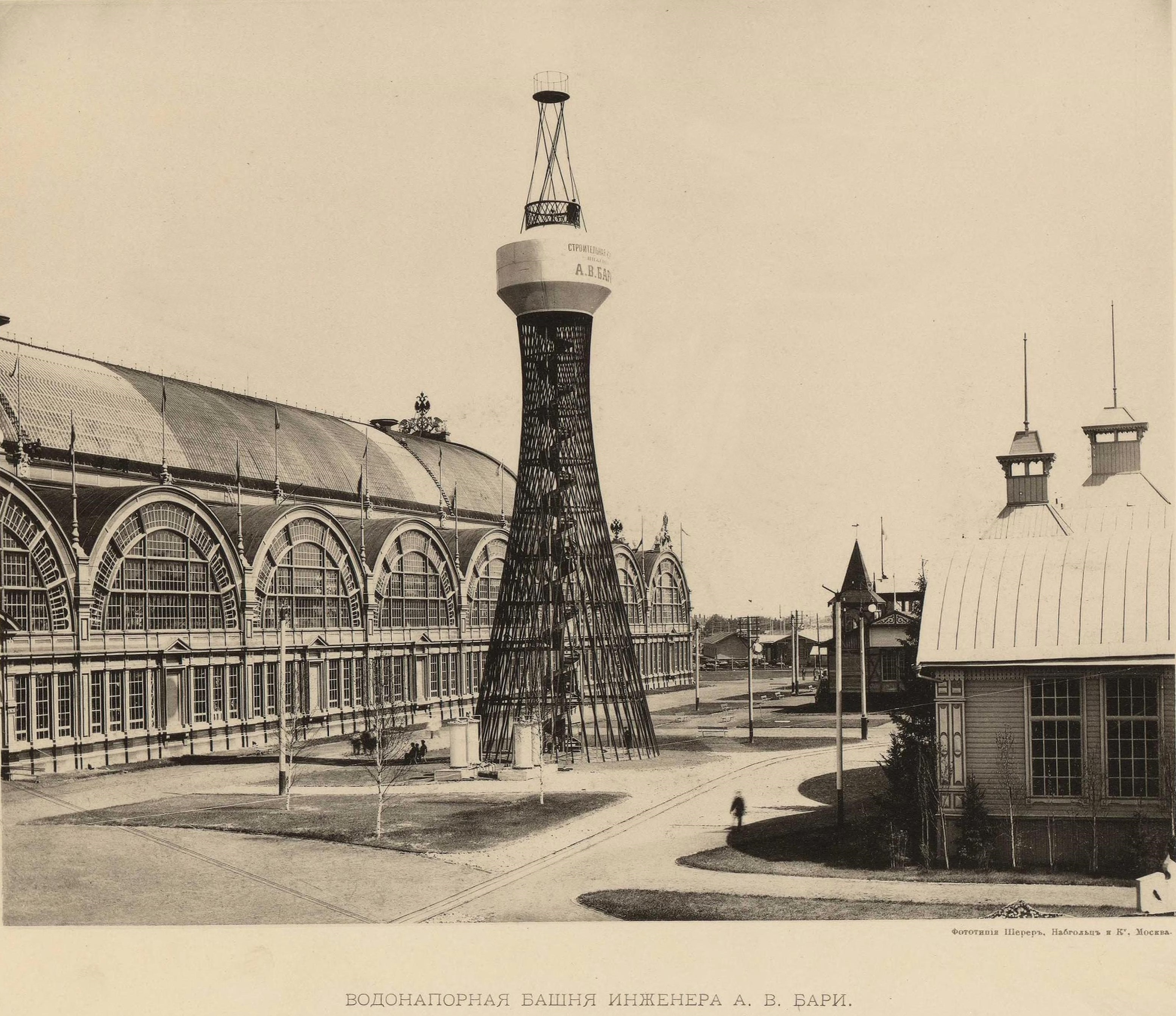
Гіперболоїдна конструкція — вежа В. Г Шухова на Всеросійській виставці в Нижньому Новгороді в 1896 році, фотографія А. О. Кареліна

Всеросійські промислові (мануфактурні) виставки — публічні демонстрації промислових виробів Російської Імперії. Проводилися за правилами, які були затверджені Мануфактурною радою в жовтні 1828 року.

## Історія
Згідно Статуту про промисловість 1848 року, на виставки допускалися «вироби всіх видів, за бажанням фабрикантів і ремісників, які мають власні заклади у всіх частинах Імперії, Царства Польського і великого князівства Фінляндського», на варшавську Виставку допускалися також і сільськогосподарські експонати.
Хронологія виставок:
- 1829 — Петербург
- 1831 — Москва (Шляхетне зібрання)
- 1833 — Петербург
- 1835 — Москва
- 1839 — Варшава
- 1841 — Петербург
- 1843 — Москва
- 1845 — Варшава
- 1849 — Петербург
- 1853 — Москва
- 1857 — Варшава
- 1861 — Петербург
- 1865 — Москва
- 1870 — Петербург (Соляний городок)
- 1882 — Москва (Ходинське поле)
- 1896 — Нижній Новгород — найбільша виставка з подібних

Також організовувались регіональні виставки, зокрема:
- Сибірсько-Уральського краю в Єкатеринбурзі 1887 рік (2500 учасників[2]);
- у Ташкенті 1889 рік — 1300 учасників;
- у Тифлісі 1889 рік — 2500 учасників;
- Волзько-Камського краю та Сходу в Казані 1890 рік;
- Сибірська в Москві 1893 рік;
- у Києві 1897 рік (1700 учасників);
- Одеська виставка 1910 року.